# Fusiturris similis
Fusiturris similis là một loài ốc biển, là động vật thân mềm chân bụng sống ở biển trong họ Turridae.

## Phân bố
- Canaries[2]
- Cabo Verde[2]
- Equatorial zone[2]
- các vùng nước thuộc châu Âu[2]
- Địa Trung Hải[2]
- Morocco[2]
- West Africa[2]